# Therme Group
Therme Group ist eine Gruppe an Unternehmen, welche weltweit Thermen-, Spa-, Sauna- und Indoor-Wasserparkkomplexe entwickelt, baut und betreibt.

## Geschichte

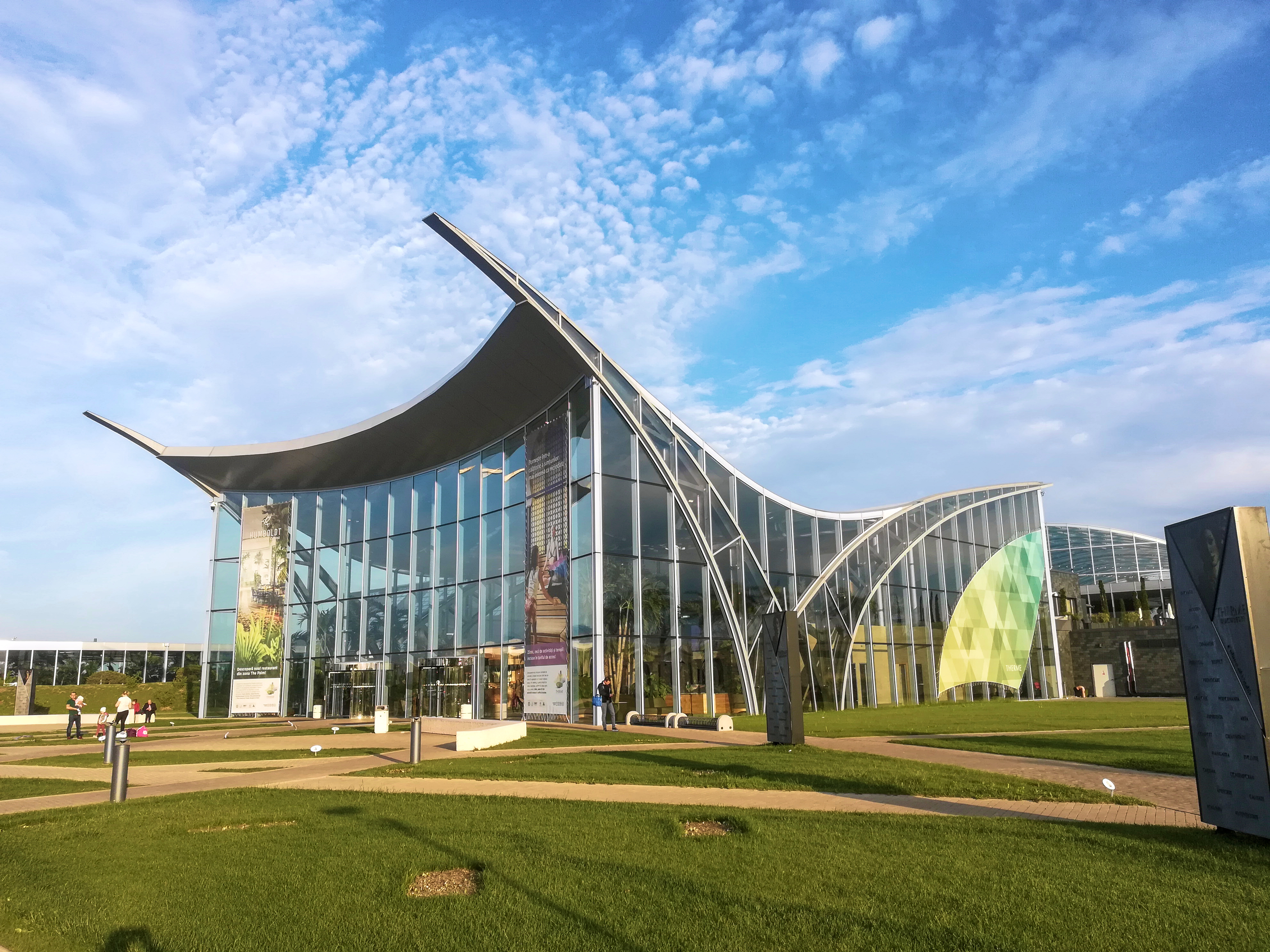
Eingang der Therme Bukarest

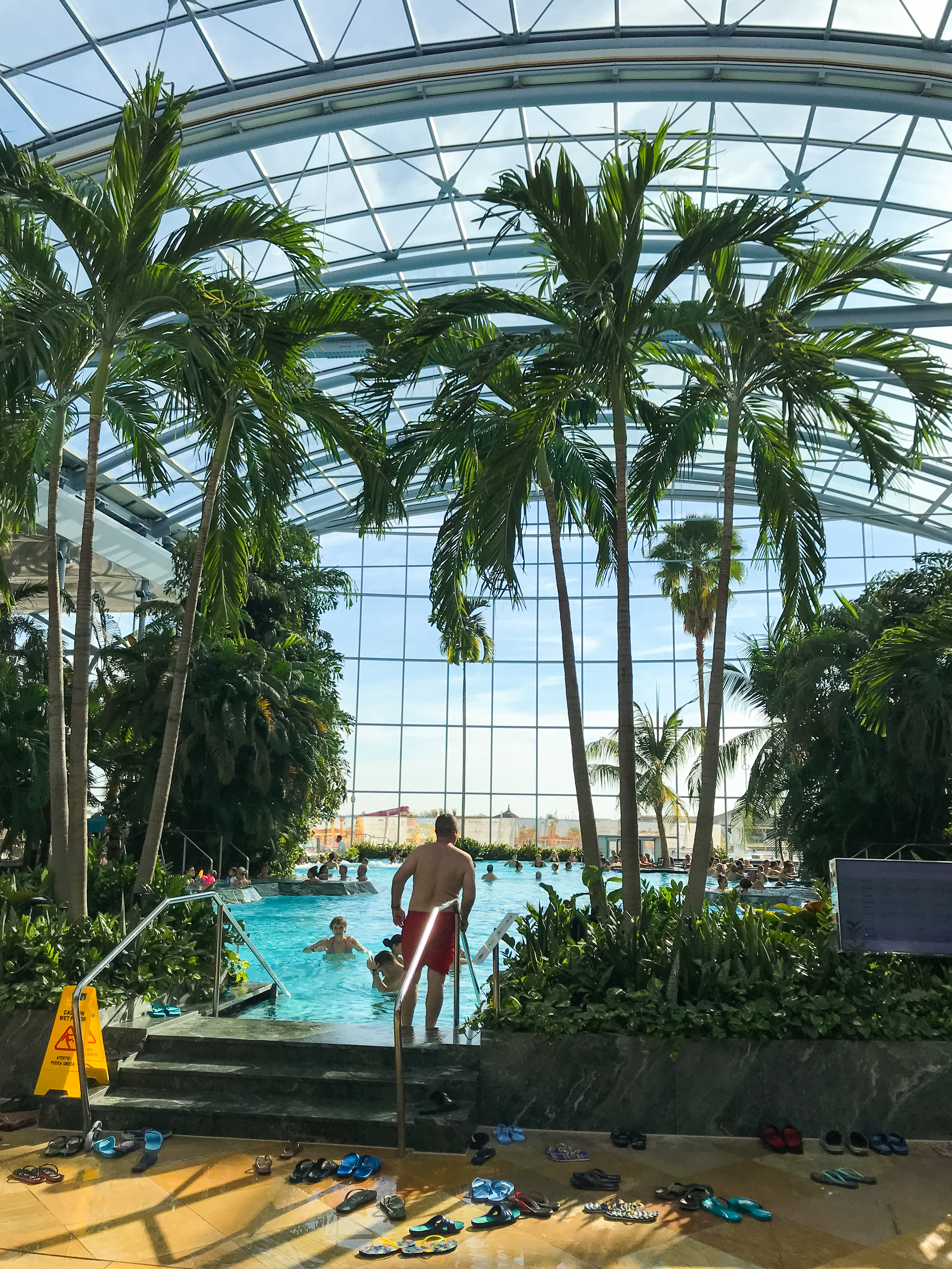
Innenansicht der Therme Bukarest

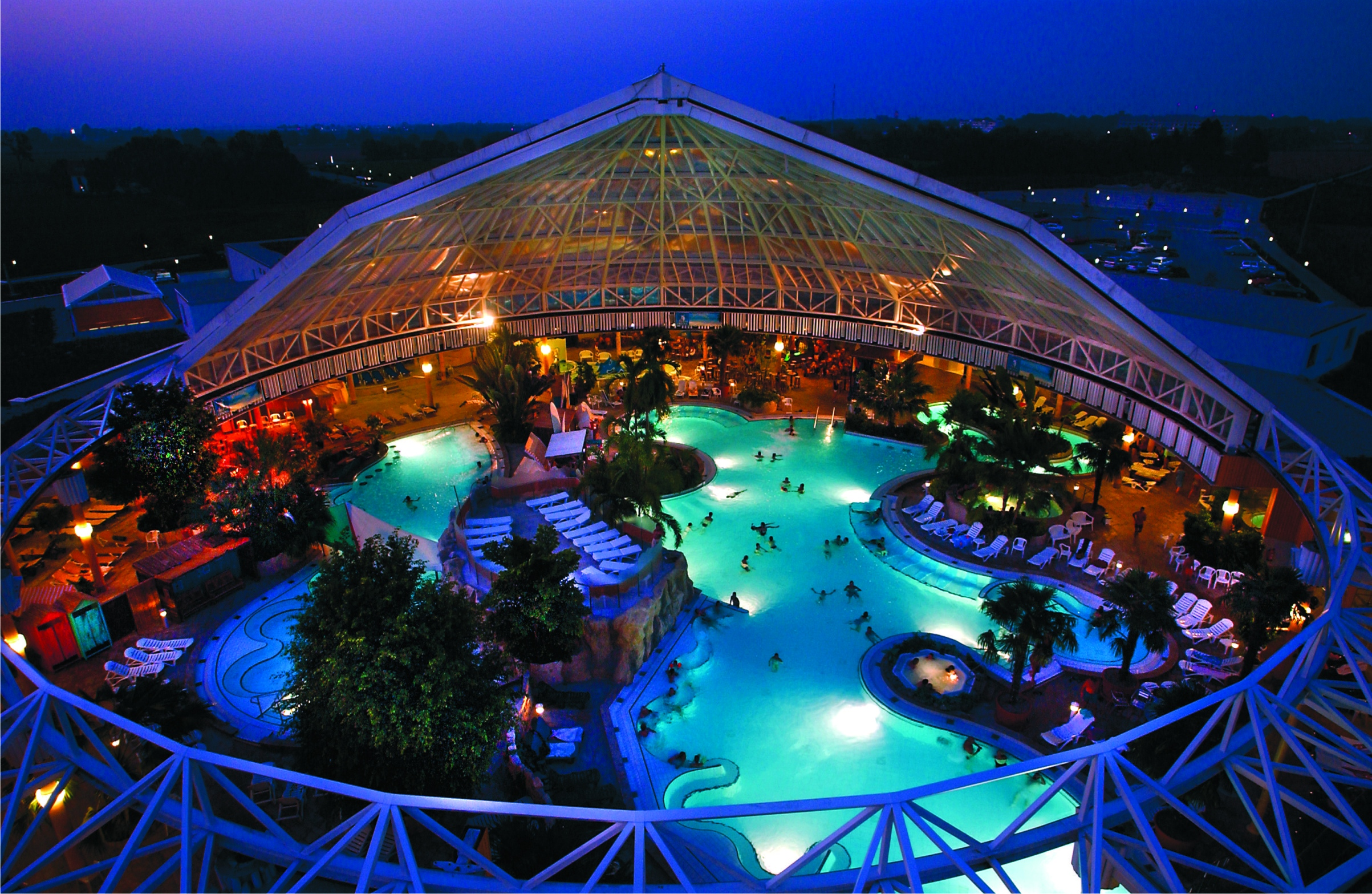
Außenansicht der Therme Erding

Die Therme Group RHTG GmbH wurde 2011 gegründet. Im Jahr 2017 erwarb die A-HEAT Allied Heat Exchange Technology AG, die bereits eine Beteiligung an der Therme Bukarest hielt, 51 % der Anteile an der Therme Group RHTG und unterstützte damit die Expansion finanziell.
Daraufhin wurden mehrere Tochtergesellschaften gegründet, darunter die Therme ARC GmbH, die das architektonische Werk des im Dezember 2017 verstorbenen Josef Wund fortführte. Im gleichen Zeitraum wurde die Therme Group RHTG GmbH in eine Aktiengesellschaft (AG) umgewandelt.
Die Therme Group weitete ihre Aktivitäten auch international aus. In Bad Vilbel (Deutschland), Manchester (Großbritannien) und Kanada neue Thermenprojekte initeriert und in Incheon (Südkorea) wurde eine Absichtserklärung für dein Bau einer neuen Therme unterzeichnet. Darüber hinaus erwarb die Unternehmensgruppe 2024 die Therme Erding, bisher im Besitz von Jörg Wund, und ist damit Betreiber zweier der meistbesuchten Thermen.
Seit 2020 ist der Mehrheitseigentümer der Therme Group RHTG AG die RHTG Holding GmbH, kontrolliert von Robert Constantin Hanea. A-HEAT behält einen Anteil von 19 % und unterhält eine langfristige finanzielle Verpflichtung. Die Einbindung weiterer Stakeholder in konkrete Projekte ist unklar. Die Therme-Gruppe arbeitet weiterhin eng mit der Wund Gruppe zusammen.
2025 beteiligte sich CVC Capital Partners über ein Joint Venture zu 50 % an der Therme Group, deren neue Holding-Gesellschaft künftig Therme Horizon heißen soll.

## Unternehmen
- Therme Bukarest, Balotesti in Rumänien
- Therme Erding, Erding in Deutschland